# Cuộc thám hiểm của Lewis và Clark

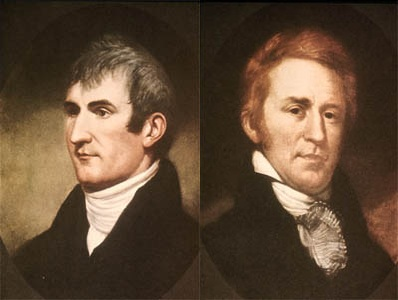
Lewis và Clark

Cuộc thám hiểm của Lewis và Clark (1804-1806), do Meriwether Lewis và William Clark dẫn đầu, là cuộc thám hiểm trên bộ đầu tiên của người Mỹ đến duyên hải Thái Bình Dương và ngược lại.

## Cuộc thám hiểm của người châu Âu trước đó đến duyên hải Thái Bình Dương
Trong khi cuộc thám hiểm của Lewis và Clark là cuộc thám hiểm trên bộ đầu tiên của người Mỹ đến duyên hải Thái Bình Dương nhưng trước đó một thập niên đã có một cuộc thám hiểm của người Canada do nhà thám hiểm Sir Alexander Mackenzie dẫn đầu đã hoàn thành chuyến đi xuyên lục địa được ghi nhận là lần đầu tiên của một người không phải là người bản thổ châu Mỹ băng qua Bắc Mỹ ở phía bắc México vào tháng 7 năm 1793.

## Vùng đất mua Louisiana và cuộc thám hiểm miền tây
Năm 1804, Vùng đất mua Louisiana đã khởi động sự quan tâm của người Mỹ mở rộng lãnh thổ về duyên hải phía tây. Vài tuần sau khi mua vùng đất nói trên, Tổng thống Thomas Jefferson, một người luôn cổ vũ việc mở rộng lãnh thổ về phía tây, đã xin Quốc hội Hoa Kỳ chi 2.500 đô la Mỹ cho cuộc thám hiểm.
Thomas Jefferson đã từng nghĩ đến một cuộc thám hiểm như vậy từ lâu nhưng quan ngại về sự nguy hiểm. Trong lúc ở Pháp từ năm 1785 đến 1789, ông đã có nghe một số các kế hoạch về việc làm sao thám hiểm Tây Bắc Thái Bình Dương tốt hơn. Năm 1785, Jefferson biết rằng Vua Louis XVI của Pháp có kế hoạch phái một đoàn người thực hiện sứ mệnh tại đó với vai trò được tường trình là một cuộc thám hiểm chỉ đơn giản về khoa học. Jefferson thấy điều đó đáng nghi ngờ và bằng chứng do John Paul Jones đưa ra đã xác nhận được những điều đáng nghi ngờ này. Trong một sự kiện, đoàn sứ mệnh này đã bị thời tiết xấu gây thiệt hại sau khi rời Vịnh Botany năm 1788. Năm 1786 John Ledyard, đi thuyền cùng Thuyền trưởng James Cook đến Tây Bắc Thái Bình Dương, đã bảo với Jefferson rằng ông dự định đi bộ băng qua Siberia, lái một chiếc tàu buôn da thú của Nga vượt đại dương, và rồi đi bộ cả đường đến thủ đô Mỹ. Vì Ledyard là một người Mỹ nên Jefferson hy vọng rằng ông ấy sẽ thành công. Ledyard đã thực hiện chuyến đi xa cho đến Siberia khi Nữ hoàng Catherine II của Nga bắt được ông và trục xuất ông về Ba Lan.

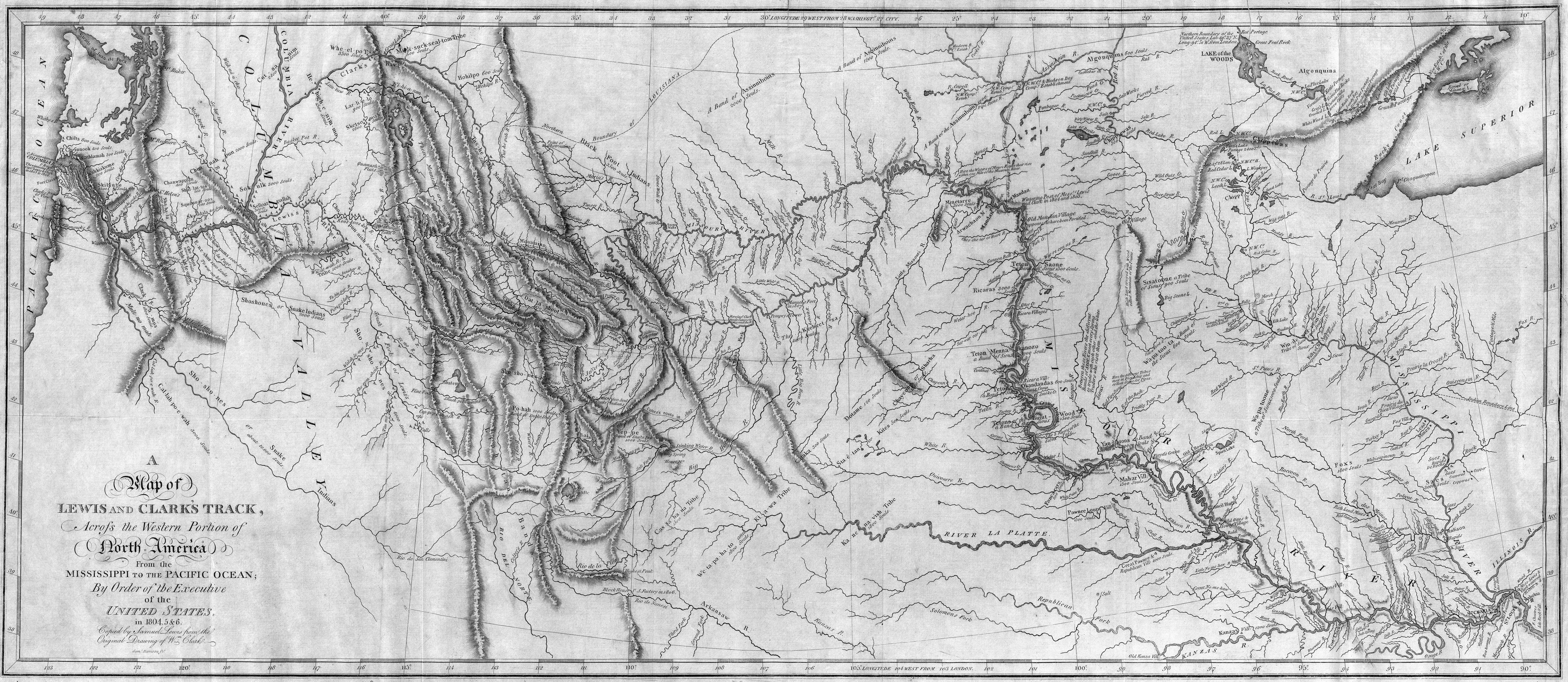
Bản đồ nổi tiếng Cuộc thám hiểm của Lewis và Clark. Nó đã thay đổi việc vẽ địa đồ tây bắc Mỹ với việc mô tả chính xác lần đầu tiên sự liên hệ giữa các nguồn nước của Sông Columbia và Sông Missouri, và Dãy núi Rocky.

Cuộc thám hiểm của người Mỹ đến tây bắc Thái Bình Dương có ý định là nghiên cứu các bộ lạc người bản thổ Mỹ, thực vật, địa chất, địa hình miền Tây và đời sống hoang dã trong vùng này cũng như lượng định sự quấy nhiễu tiềm tàng của những thợ săn và thợ đánh bẫy thú người Canada gốc Pháp và người thuộc Vương quốc Anh. Những người thợ săn và đánh bẫy này đã thiết lập hoạt động của họ khá chu đáo trong vùng này từ trước.
Jefferson chọn Meriwether Lewis dẫn đầu đoàn thám hiểm mà sau đó được biết với cái tên Corps of Discovery. Trong một lá thư đề ngày 20 tháng 6 năm 1803, Jefferson viết cho Lewis như sau:
| “ | Mục tiêu sứ mạng của anh là thám hiểm Sông Missouri và dòng suối chính của nó qua dòng chảy và sự liên thông của nó với các bộ phận nước khác của Thái Bình Dương để xem Sông Columbia, Xứ Oregon, Colorado hay bất cứ con sông nào có thể cung cấp một sự liên thông mặt nước thực tiễn và trực tiếp nhất ngang qua lục địa này để giúp cho những mục đích thương mại. | ” |

Lewis chọn William Clark làm người đồng hành. Vì sự chậm trễ quan liêu của Lục quân Hoa Kỳ, Clark chỉ chính thức mang cấp bậc thiếu úy vào lúc đó nhưng Lewis đã che giấu sự việc này với các thành viên của đoàn thám hiểm và cùng chia quyền lãnh đạo cuộc thám hiểm với Clark và luôn gọi Clark bằng cấp bậc "Đại úy".

## Cuộc hành trình

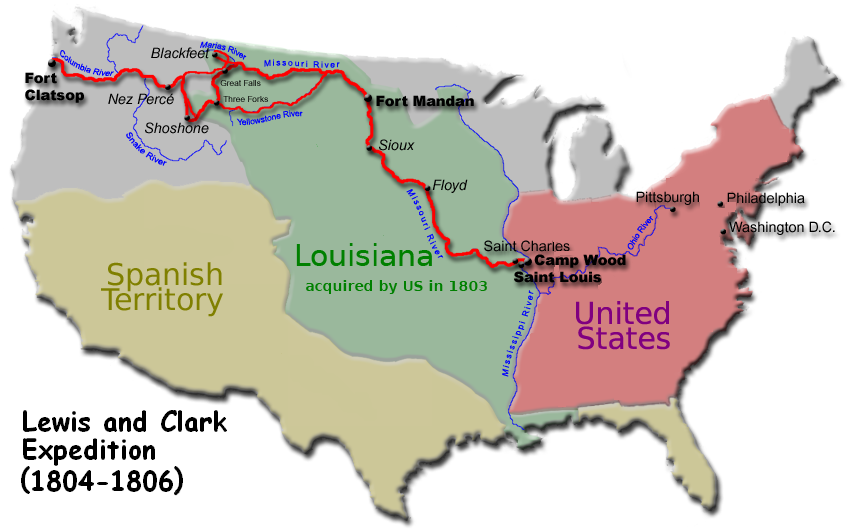
Con đường đi của đoàn thám hiểm

"Rời Pittsburgh ngày hôm nay lúc 11 giờ cùng một đoàn 11 người trong đó có 7 binh sĩ, một hoa tiêu và 3 thanh niên thử thách. Ba thanh niên này đã đề nghị đi với tôi suốt cuộc hành trình." Với những từ như thế được viết ngày 31 tháng 8 năm 1803, Meriwether Lewis bắt đầu ghi dòng chữ đầu tiên trong nhật ký của ông nói về cuộc hành trình thám hiểm hào hùng của họ đến Thái Bình Dương.
Lewis tuyên bố cửa sông Dubois (trên bờ phía đông của Sông Mississippi ngang phía cửa Sông Missouri) là điểm xuất pháp chính thức của cuộc thám hiểm, nhưng khoảng thời hai tháng rưỡi trôi qua để đi xuống Sông Ohio có thể được coi là thời điểm thực sự bắt đầu.
Clark đã chuẩn bị phần nhiều cho cuộc thám hiểm bằng các lá thư gởi đến Tổng thống Jefferson. He mua hai thùng lớn và năm thùng nhỏ hơn chứa đầy muối, một tấn thịt heo khô và thuốc men.
Đoàn người có 33 người bao gồm 29 cá nhân là những người tham gia tích cực trong các buổi tuyển mộ và huấn luyện, phát triển tổ chức của Đoàn thám hiểm tại vùng tập kết mùa đông 1803-1804 ở Trại Dubois, Lãnh thổ Illinois. Sau đó họ khởi hành từ Trại Dubois gần Hartford, Illinois ngày nay và bắt đầu chuyến hành trình lịch sử của họ vào ngày 14 tháng 5 năm 1804. Chẳng bao lâu sau đó họ họp mặt với Lewis tại Saint Charles, Missouri và đoàn người theo Sông Missouri đi về hướng tây. Chẳng bao lâu sau đó họ đi qua La Charrette, khu định cư cuối cùng của người da trắng trên Sông Missouri. Đoàn thám hiểm theo Sông Missouri đi qua vùng đất bây giờ là Kansas City, Missouri và Omaha, Nebraska. Ngày 20 tháng 8 năm 1804, đoàn thám hiểm mất một mạng người duy nhất khi Trung sĩ Charles Floyd mất, có lẽ vì bệnh viêm ruột thừa cấp tính. Ông được chôn cất tại Dốc đứng Floyd gần vùng đất bây giờ là Sioux City, Iowa. Trong suốt tuần cuối cùng của tháng 8, Lewis và Clark đã đến bờ rìa của Đại Đồng bằng, một nơi có nhiều nai sừng tấm, nai, bò rừng Bison, và hải ly. Đoàn thám hiểm cũng đang tiến vào lãnh thổ của người Sioux.
Bộ lạc Sioux đầu tiên mà đoàn thám hiểm gặp là Yankton Sioux. Bộ lạc này ôn hòa hơn bộ lạc lân cận xa về phía tây dọc theo Sông Missouri là bộ lạc Teton Sioux cũng còn được biết là Lakota. Bộ lạc Yankton Sioux thất vọng với những món quà gồm 5 huân chương mà họ nhận được từ Lewis và Clark, và họ đã cảnh báo cho đoàn thám hiểm biết về bộ lạc Teton Sious ở thượng nguồn. Bộ lạc Teton Sioux nhận quà của họ với vẻ thù nghịch lộ rõ. Một vị tù trưởng đã đòi lấy một chiếc xuồng của Lewis và Clark như một cái giá để trả cho việc đi qua lãnh thổ của họ. Lewis and Clark chuẩn bị đánh trả khi thấy người bản thổ trở nên càng nguy hiểm. Ngay giây phú cuối cùng trước khi cuộc chiến bùng nổ, cả hai bên đều sựng lại. Người Mỹ nhanh chóng tiếp tục đi về hướng tây (thượng nguồn) cho đến khi mùa đông đến khiến họ dừng bước tại lãnh thổ của bộ lạc Mandan.
Mùa đông năm 1804–05, đoàn thám hiểm xây Đồn Mandan gần Washburn, North Dakota ngày nay. Trong suốt mùa đông năm đó, đoàn thám hiểm gần như luôn có được mối quan hệ tốt đẹp với bộ lạc người bản thổ Mandan sống bên cạnh đồn. Chính tại Đồn Mandan, Lewis và Clark đã thuê mướn được một người đánh bẫy nói tiếng Pháp tên là Toussaint Charbonneau. Người vợ trẻ thuộc bộ lạc Shoshone của ông này tên là Sacagawea đã thông dịch cho đoàn thám hiểm giữa bộ lạc Shoshone và bộ lạc Nez Perce.

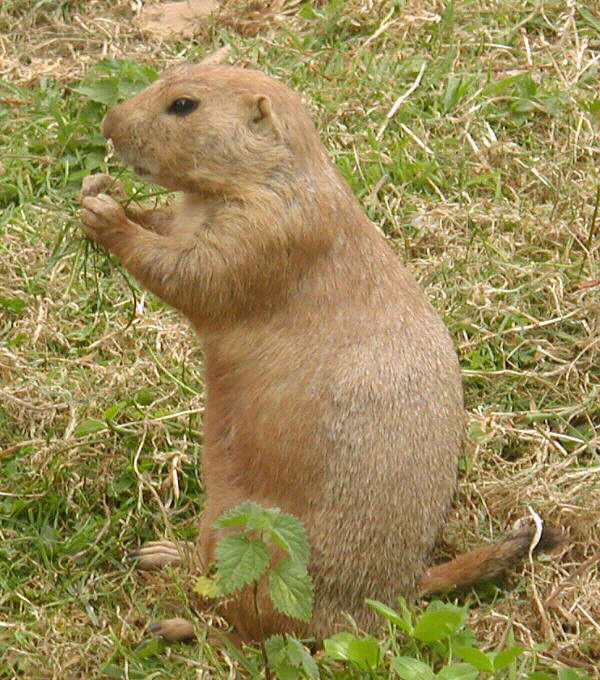
Chó đuôi đen của vùng đồng cỏ

Tháng tư năm 1805, một số thành viên của đoàn thám hiểm được phái về từ lãnh thổ của bộ lạc Mandan. Những người được phái về có mang theo một bản báo cáo về những gì mà Lewis và Clark đã khám phá. Bản báo cáo liệt kê 108 loài thực vật và động vật (mang theo đoàn người trở về còn có các động vật sống), 68 mẫu khoáng chất, và bản đồ Hoa Kỳ do Clark vẽ. Các mẫu vật được gởi về cho Tổng thống Jefferson từng giai đoạn, trong đó có một con chó đồng bằng còn sống được gởi trong một cái thùng đến Jefferson.
Đoàn thám hiểm tiếp tục theo Sông Missouri đến thượng nguồn và cưỡi cởi lên Phân tuyến Lục địa ở Đèo Lemhi. Bằng xuồng, họ đi xuống vùng núi qua Sông Clearwater, Sông Snake, và Sông Columbia, vượt qua Thác Celilo và đi ngang qua vùng đất mà bây giờ là Portland, Oregon. Tại đây, Lewis nhìn thấy Núi Hood, một ngọn núi rất gần đại dương. Clark khắc chữ vào một cây thông lớn:"William Clark ngày 3 tháng 12 năm 1805. Bằng đường bộ từ Hoa Kỳ trong năm 1804 và 1805"

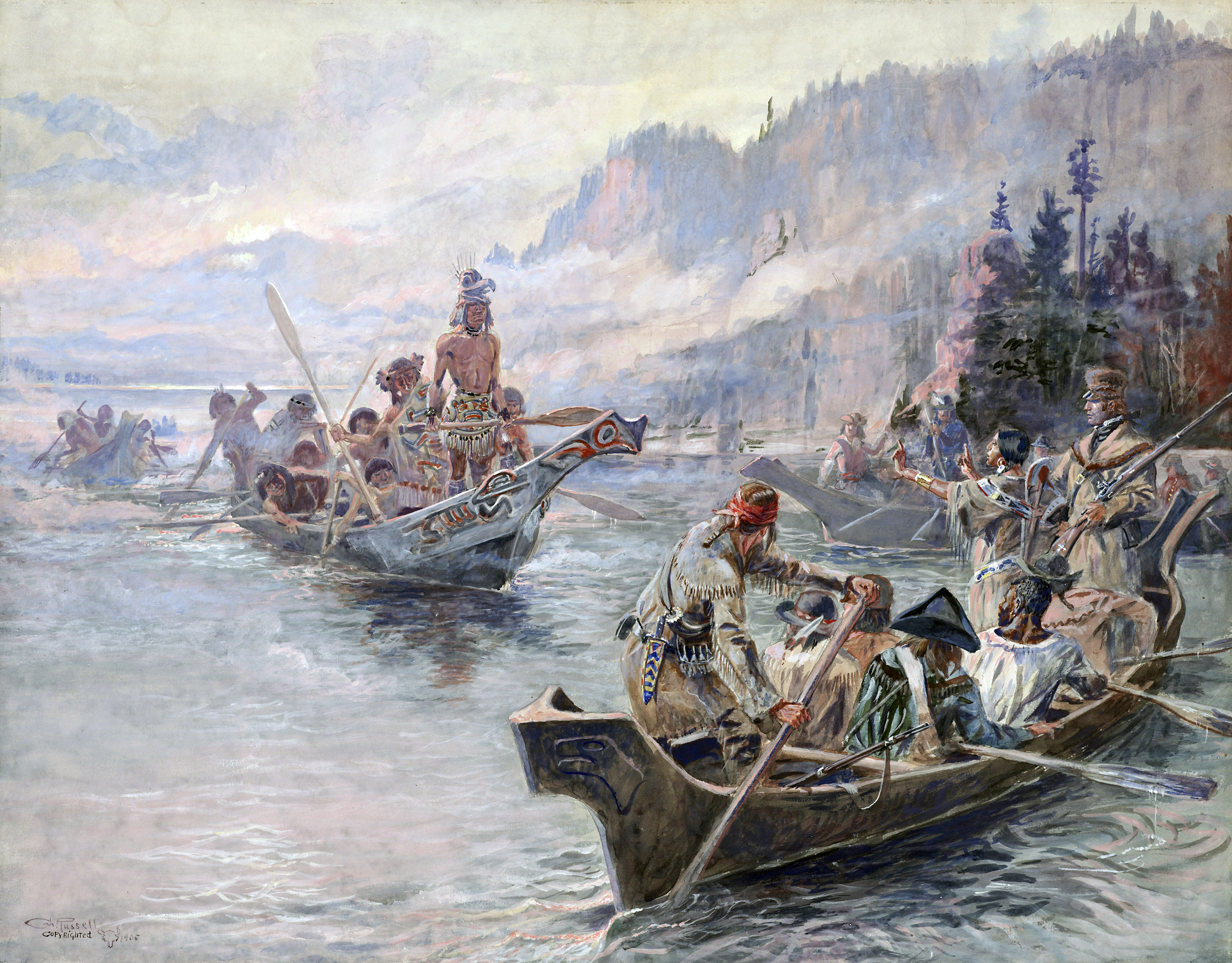
Lewis và Clark trên hạ nguồn Sông Columbia by C.M. Russell

Clark có viết trong nhật ký của mình, "Ocian [sic] in view! O! The Joy!" (Đại dương trong tầm mắt! Ôi! vui mừng). Nhật ký cũng có ghi "Mũi Thất vọng nằm ở Cửa Sông Columbia trong Đại Nam Hải hay Thái Bình Dương". Vào thời gian này đoàn thám hiểm đối diện với mùa đông lạnh giá thứ nhì trong suốt chuyến đi, vì vậy đoàn người quyết định biểu quyết xem là cắm trại ở phía nam hay phía bắc Sông Columbia. Đoàn người đồng thuận cắm trại bên bờ phía nam của con sông (ngày nay là Astoria, Oregon), xây Đồn Clatsop như là nơi tránh mùa đông của họ. Trong lúc trú đông tại đồn, đoàn người chuẩn bị cho chuyến trở về bằng cách đun sôi nước biển để lấy muối, săn nai sừng tấm và các thú hoang, và tiếp xúc với các bộ lạc người bản thổ. Mùa đông năm 1805-06 có rất nhiều mưa và đoàn người rất khổ sở để tìm thức ăn thích hợp. Họ không ăn được nhiều cá hồi Thái Bình Dương vì loài cá này chỉ trở về các con sông để sinh sản vào những tháng hè.
Các nhà thám hiểm bắt đầu cuộc hành trình về nhà vào ngày 23 tháng 3 năm 1806. Trên đường về, Lewis và Clark dùng bốn xuống độc mộc mà họ mua của những người bản thổ Mỹ, cộng một chiếc lấy cắp để "trả đũa" vì bị đánh cắp khi trước. Non một tháng sau khi rời Đồn Clatsop, họ bỏ xuồng vì đi xuồng quanh các dòng thác cho thấy là quá khó khăn.

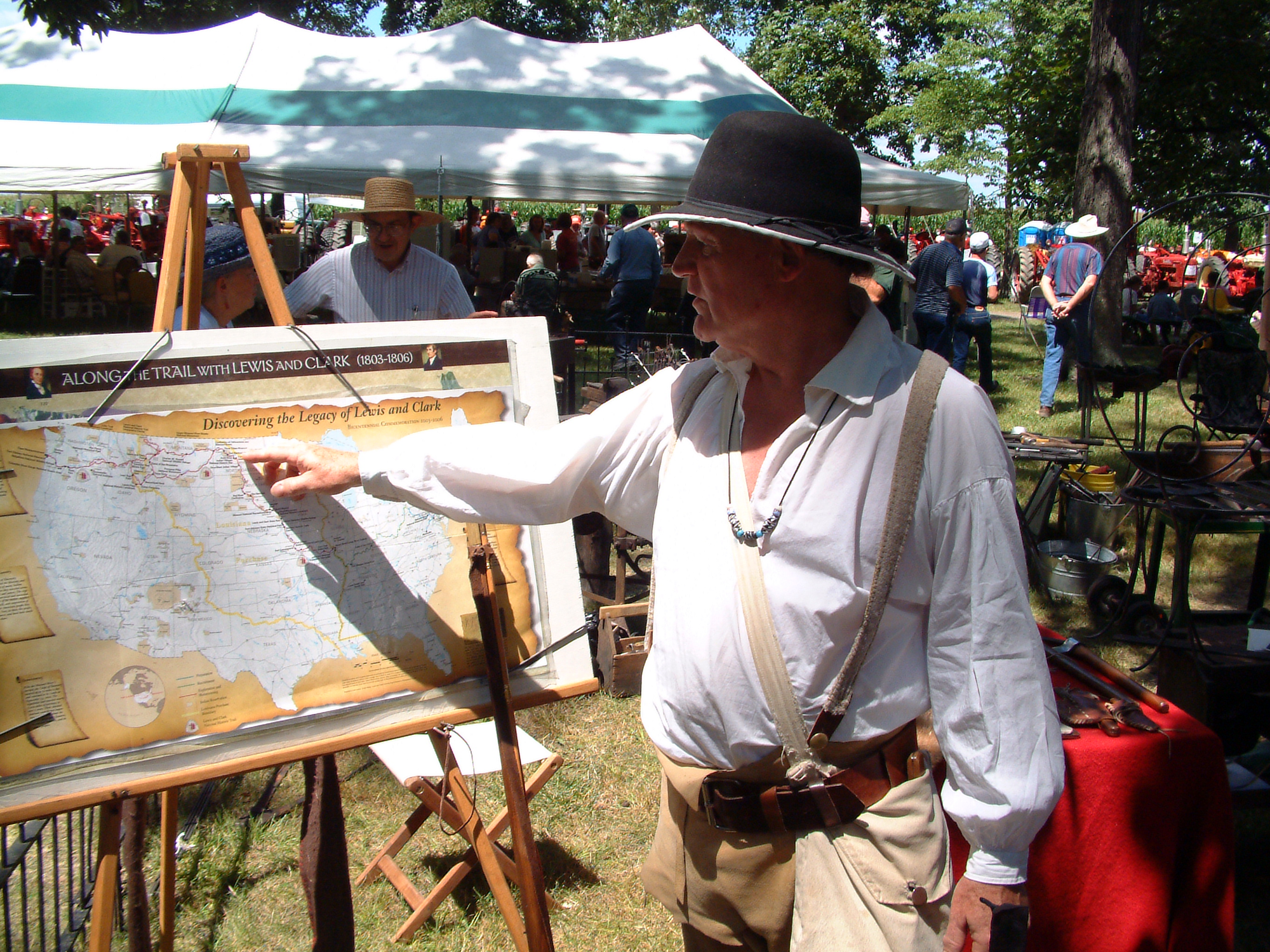
Một người diễn tả lại cuộc thám hiểm nhân dịp kỷ niệm hai trăm năm cuộc hành trình thám hiểm.

Ngày 3 tháng 7, sau khi vượt qua Phân tuyến Lục địa, đoàn thám hiểm chia thành hai nhóm để Lewis có thể thám hiểm Sông Marias. Nhóm của Lewis có bốn người gặp những người bản thổ Blackfeet. Lúc gặp mặt hai bên tỏ vẻ thân thiện nhưng về đêm thì người Blackfeet tìm cách đánh cắp vũ khí của nhóm thám hiểm. Trong lúc ẩu đả, hai người bản thổ bị giết chết. Đây là những cái chết duy nhất của người bản thổ có liên quan đến cuộc thám hiểm này. Nhóm bốn người: Lewis, Drouillard, và anh em họ Field đào thoát trên 100 dặm (160 km) trong 1 ngày trước khi họ dừng lại cắm trại. Trong lúc đó Clark vào đến lãnh thổ Crow. Bộ lạc Crow được biết đến là những người ăn trộm ngựa. Vào ban đêm, phân nửa số ngựa của Clark bị biến mất nhưng không có một người Crow nào bị tìm thấy. Lewis và Clark vẫn tiếp tục đi trong hai nhóm khác nhau cho đến khi họ tới nơi hợp lưu của Sông Yellowstone và Sông Missouri ngày 11 tháng 8. Nhóm của Clark thả xuống các con sông trên những chiếc xuồng. Trong lúc hội ngộ nhau, một trong các thợ săn của Clark tên Pierre Cruzatte, bị mù một mắt và một mắt kia bị cận, đã tưởng lầm Lewis là một con nai sừng tấm và bắn Lewis bị thương ở đùi. Từ nơi đó, hai nhóm nhập lại và cùng nhau nhanh chóng theo Sông Missouri trở về. Họ đến St. Louis ngày 23 tháng 9 năm 1806.
Đoàn thám hiểm trở về cùng với những thông tin quan trọng về lãnh thổ mới của Hoa Kỳ và các dân tộc sống trong lãnh thổ cũng như các con sông, núi non, thực vật và động vật. Đoàn thám hiểm đã đóng góp chính yếu vào việc vẽ bản đồ lục địa Bắc Mỹ.

## Những thành tựu

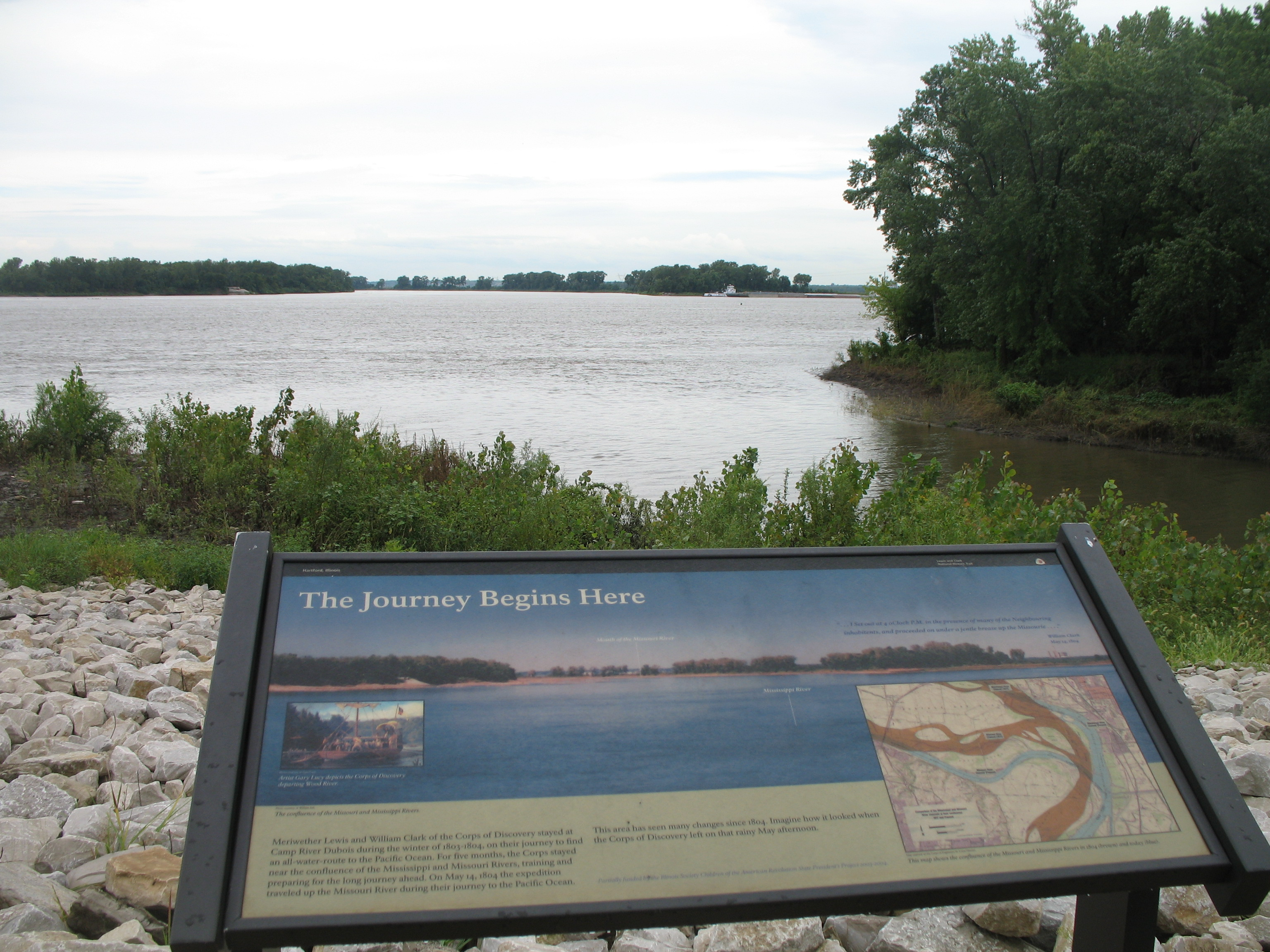
Trại Dubois trên Sông Illinois đối diện nơi hợp lưu của Sông Missouri và Sông Mississippi

- Hoa Kỳ hiểu biết rộng thêm về địa lý của phía tây Mỹ trong hình thức các bản đồ về các con sông và dãy núi chính.
- Quan sát và mô tả 178 loài thực vật và 122 loài động vật (xem thêm Danh sách của loài thực động vật được mô tả qua chuyến thám hiểm Lewis và Clark)
- Khuyến khích giao thương da thú Âu-Mỹ tại miền Tây
- Mở rộng quan hệ ngoại giao Âu-Mỹ với người bản thổ Mỹ
- Thiết lập một tiền lệ cho việc thám hiểm miền Tây của Quân đội Hoa Kỳ
- Củng cố tuyên bố chủ quyền của Hoa Kỳ đối với Lãnh thổ Oregon
- Tập trung sự chú ý của truyền thông và của Hoa Kỳ vào miền Tây
- Sản sinh ra một bộ văn chương lớn nói về miền Tây (các nhật ký của Lewis và Clark)

## Thành viên của đoàn thám hiểm
1. Đại úy Meriwether Lewis — thư ký riêng của Tổng thống Thomas Jefferson và trưởng đoàn thám hiểm.
2. Trung úy William Clark — chia quyền lãnh đạo đoàn thám hiểm, mặc dù theo kỹ thuật là người đứng hạng hai lãnh đạo đoàn thám hiểm.
3. York — người nô lệ của Clark (thường được nói trong nhật ký của Clark như là một "người hầu cận").
4. Trung sĩ Charles Floyd — hậu cần của đoàn thám hiểm; chết sớm trong chuyến đi. Ông là người duy nhất chết trong chuyến thám hiểm.
5. Trung sĩ Patrick Gass — thợ mộc chính, được thăng cấp lên Trung sĩ khi Floyd mất.
6. Trung sĩ John Ordway — có trách nhiệm cấp phát đồ dự trữ, sắp đặt phiên gác và giữ kỷ lục cho cuộc thám hiểm.
7. Trung sĩ Nathaniel Hale Pryor — tiểu đội trưởng tiểu đội số 1; ông là người sử dụng quân luật đối với hai binh nhì John Collins và Hugh Hall.
8. Hạ sĩ Richard Warfington — dẫn dắt đoàn người quay trở lại St. Louis năm 1805.
9. Binh nhì John Boley — bị kỷ luật tại Trại Dubois và được giao nhiệm vụ với đoàn người quay trở về.

1. Binh nhì William E. Bratton — phục vụ như thợ săn thú và thợ rèn.
2. Binh nhì John Collins — có nhiều lần bị kỷ luật; ông ta bị xét xử theo quân luật vì đánh cắp rượu whiskey mà ông có nhiệm vụ trông coi.
3. Binh nhì John Colter — bị kết tội nổi loạn đầu chuyến đi nhưng sau đó ông được xem là rất hữu dụng với vai trò thợ săn; ông nổi tiếng sau cuộc thám hiểm.
4. Binh nhì Pierre Cruzatte — một người độc nhãn, chơi đàn violin kiểu Pháp và là một tay lái thuyền tài giỏi.
5. Binh nhì John Dame
6. Binh nhì Joseph Field — một thợ mộc và thợ săn tài giỏi, là anh em ruột của Reubin.
7. Binh nhì Reubin Field — một thợ mộc và thợ săn tài giỏi, là anh em ruột của Joseph.
8. Binh nhì Robert Frazer — giữa một nhật ký nhưng chưa bao giờ được xuất bản.
9. Binh nhì George Gibson — một tay chơi đàn violin và một thợ săn giỏi; ông làm thông dịch viên (có lẽ qua ngôn ngữ dấu).
10. Binh nhì Silas Goodrich — người đánh bắt cá chính của đoàn.
11. Binh nhì Hugh Hall — bị quân luật cùng với John Collins vì đánh cắp rượu whiskey.
12. Binh nhì Thomas Proctor Howard — bị quân luật vì biểu diễn cho người bản thổ thấy rằng bức tường thành của Đồn Mandan dễ trèo.
13. Binh nhì François Labiche — người buôn da thú Pháp phục vụ với vai trò thông ngôn và người lái thuyền.
14. Binh nhì Hugh McNeal — nhà thám hiểm da trắng đầu tiên đứng giang chân trên thượng nguồn của Sông Missouri trên Phân tuyến Lục địa.
15. Binh nhì John Newman — bị quân luật và biệt giam vì "luôn miệng thốt ra những lời nói có tính nổi loạn và tội ác."
16. Binh nhì John Potts — di dân người Đức.
17. Binh nhì Moses B. Reed — tìm cách bỏ trốn vào tháng 8 năm 1804; bị kết tội đào ngũ và bị đuổi khỏi đoàn thám hiểm.
18. Binh nhì John Robertson — thành viên của đoàn trong một thời gian ngắn.
19. Binh nhì George Shannon — bị thất lạc hai lần trong suốt cuộc hành trình, một lần trong 16 ngày. Thành viên trẻ nhất của đoàn, mới 19 tuổi.
20. Binh nhì John Shields — thợ rèn, thợ làm súng, và thợ mộc tài giỏi; cùng với John Colter, ông bị quân luật vì nổi loạn.
21. Binh nhì John B. Thompson — có lẽ có chút kinh nghiệm với vai trò về thị sát.
22. Binh nhì Howard Tunn — thợ săn và hoa tiêu.
23. Binh nhì Ebenezer Tuttle — có lẽ là người được phái về ngày 12 tháng 6 năm 1804; nếu không thì ông cùng về với đoàn người trở về từ Đồn Mandan năm 1805.
24. Binh nhì Peter M. Weiser — có một số vấn đề kỷ luật nhỏ tại Sông Dubois; ông được làm thành viên thường trực của đoàn.
25. Binh nhì William Werner — bị truy tố vì vắng mặt không xin phép tại St. Charles, Missouri lúc khởi hành chuyến thám hiểm.
26. Binh nhì Isaac White — có lẽ là người được phái về ngày 12 tháng 6 năm 1804; nếu không thì ông cùng về với đoàn người trở về từ Đồn Mandan năm 1805.
27. Binh nhì Joseph Whitehouse — thường làm thợ may cho mọi người; ông có viết một nhật ký.
28. Binh nhì Alexander Hamilton Willard — thợ rèn; giúp John Shields. Ông bị gấu trắng tấn công vào tháng 7 năm 1805 trong lúc đang khuân vác gần Thác Sông Missouri và được Clark và ba người khác cứu thoát.
29. Binh nhì Richard Windsor — thường được giao nhiệm vụ săn bắn.
30. Thông dịch viên Toussaint Charbonneau — Chồng của Sacagawea; phục vụ như một thông dịch viên và như thợ nấu ăn.
31. Thông dịch viên Sacagawea — Vợ của Charbonneau; thông dịch tiếng Shoshone sang tiếng Hidatsa cho Charbonneau và là thành viên quý giá của đoàn.
32. Jean Baptiste Charbonneau — Con trai của Charbonneau và Sacagawea, sinh ngày 11 tháng 2 năm 1805; sự có mặt của đứa bé này đã giúp xua tan những nghi kị rằng đoàn thám hiểm là một đoàn quân chiến tranh, giúp đoàn thám hiểm đi qua những vùng đất của người da đỏ một cách bình yên.
33. Thông dịch viên George Drouillard — thông thạo ngôn ngữ dấu của người bản thổ Mỹ, thợ săn giỏi nhất của đoàn.

- "Seaman", con chó đen lớn giống Newfoundland của Lewis.